# Metaplasia squamosa
La metaplasia è un processo con cui le cellule si trasformano, la metaplasia squamosa indica un processo in cui l'epitelio monostratificato passa a quello multistratificato, non si tratta propriamente di una patologia e infatti non ha rilevanza clinica.
Essa si può dividere in:
- Iperplasia delle cellule di riserva
- Metaplasia squamosa immatura o incompleta
- Metaplasia squamosa matura